# Partir
Partir es una obra literaria de Tahar Ben Jelloun, escritor marroquí que escribe en francés.  Ha sido galardonado con el Premio Goncourt (1987) por su obra "La noche sagrada" ("La nuit sacrée"). 
En Partir el autor hace uso una vez más de su doble cultura, oriental y occidental, para tratar temas sociales de actualidad. La historia se desarrolla entre las ciudades de Tánger y Barcelona en la década de los 90, época en la que el monarca Hassan II decide limpiar la zona del Norte de Marruecos de “traficantes, mafiosos y delincuentes” y termina con la coronación de Mohamed VI y la esperanza de un futuro mejor dentro del país. La novela plasma la realidad de los jóvenes marroquíes en paro de esta década que, a pesar de ser diplomados, son incapaces de abrirse paso en el sistema y encontrar una estabilidad laboral. El mundo de igualdad de oportunidades que se promete una vez cruzado el Estrecho de Gibraltar los persigue y obsesiona hasta convertirse en una enfermedad, una necesidad básica de “marcharse para salvar el pellejo, aunque haya que arriesgar la propia vida” . Azel, el personaje principal, diplomado en Derecho y perteneciente a la clase media, opta por irse con Miguel, un adinerado homosexual de Barcelona, y conseguir así el ansiado visado. Pero, ¿a qué precio?  
Ben Jelloun refleja otras realidades, tratando de dar un testimonio que no se reduzca sólo al caso concreto del protagonista, explorando las diversas vías que la población se ve forzada a tomar en su deseo de salir del país. Cada capítulo lleva el nombre de un personaje de situación social y económica diferente, haciendo llegar así una gran variedad de testimonios con el mismo objetivo enfermizo de marcharse. 